# Panzerfaust 3
O Panzerfaust 3 (literalmente 'punho de blindagem' ou 'punho de tanque') é uma arma antitanque semi-descartável sem recuo moderna, que foi desenvolvida entre 1978 e 1985 e entrou em serviço pela primeira vez na Bundeswehr em 1987 (embora não o tenha adotado oficialmente até 1992). Foi encomendado pela primeira vez em 1973 para fornecer à infantaria da Alemanha Ocidental uma arma eficaz contra a blindagem soviética contemporânea, substituindo assim os antigos lançadores PzF 44 Light Lanze da Alemanha Ocidental e o pesado canhão antitanque sem recuo Carl Gustaf 84 mm fabricado na Suécia.
O Panzerfaust 3 é operado por pelo menos 11 países e já esteve em combate no Afeganistão e na Ucrânia.

## História
O nome do Panzerfaust 3 remonta ao Panzerfaust usado pelo exército alemão na Segunda Guerra Mundial, que consistia em um pequeno tubo de lançamento pré-carregado descartável que disparava uma ogiva antitanque de alto explosivo (HEAT), operada por um soldado.
A introdução de blindagens reativas e ativas em veículos de combate dos então países do Pacto de Varsóvia iniciou um desenvolvimento na tecnologia da capacidade das ogivas, o alcance efetivo e as miras ópticas dos canhões antitanque sem recuo foram, portanto, melhorados substancialmente. Apesar destas melhorias tecnológicas, o papel principal do sistema de disparo sem recuo como a arma mais eficaz contra tanques blindados, a uma distância de até 600 m, permaneceu o mais importante para os soldados de infantaria até o final da década de 1990.
Após a formação da Bundeswehr em 1956, uma tarefa de todas as formações de tropas era "combater veículos blindados e tanques". A Bundeswehr da época estava equipada com o antigo Panzerfaust 44 e o pesado canhão sem recuo Carl Gustaf 84 mm. Esses sistemas de armas de infantaria equipados com uma ogiva de carga em forma de perfurante teriam lutado não apenas contra tanques, mas também contra ninhos de metralhadoras, posições antitanque, bunkers ou posições de campo, etc., em terreno aberto. Durante a década de 1970, novas considerações conceituais e táticas foram feitas a fim de equilibrar o desenvolvimento constante da tecnologia de tanques.
Em 1979, a Dynamit Nobel AG recebeu um pedido de desenvolvimento. O primeiro teste de tropas começou em 1986 e em 1992 o Panzerfaust 3 foi oficialmente apresentado. O PzF 3-T aprimorado substituiu o modelo original no final da década de 1990. Isso introduziu uma ogiva "tandem" de carga oca dupla para derrotar blindagens reativas explosivas. Isto significa que o espigão que se projeta da ogiva também contém uma carga explosiva para detonar a blindagem reativa e liberar o caminho para a blindagem principal da ogiva secundária. A última encarnação do Panzerfaust 3, o PzF 3-IT-600, pode ser disparado a distâncias de até 600 m graças a um avançado mecanismo de mira e mira assistido por computador.
Em 2005, havia mais dois modelos em fase de desenvolvimento ou teste, ambos contando com ogivas menores e, portanto, mais leves. Eram as Rückstoßfreie Granatwaffe RGW (Arma de granada sem recuo) nos calibres 60 e 90 mm. Espera-se que ambas as novas armas ajudem a facilitar a transição da doutrina militar alemã, da preparação para grandes batalhas de tanques para a guerra urbana e de baixo nível.

## Descrição
A série de lançadores Panzerfaust 3 é uma série de armas antitanque compactas, leves, portáteis e não guiadas. Consiste em um cartucho descartável com uma ogiva de 110 mm e um dispositivo de disparo e mira reutilizável. Os projéteis DM12 e DM12A1 consistem em uma ogiva de carga moldada e são preenchidos com Octol 7030. As ogivas DM22 em tandem são feitas de octogênio PBX (c. 95% β-HMX), incluindo a unidade de propulsão. O desempenho de penetração do Panzerfaust 3 se deve ao princípio da carga moldada e à resposta rápida da espoleta de percussão; o efeito no alvo não depende da velocidade de impacto.
O Panzerfaust 3 é leve o suficiente para ser carregado e disparado por uma única pessoa. No entanto, versões anteriores foram descritas como excessivamente pesadas e desconfortáveis. Além disso, o mecanismo de disparo era propenso a emperrar. Ele pode ser disparado de espaços fechados, pois não possui um clarão traseiro significativo. A parte traseira do tubo, preenchida com granulado plástico, minimiza o efeito do disparo através do chamado princípio de contramassa sem recuo.
O propulsor auxiliar do projétil em seu tubo é acionado por um ferrolho através de um mecanismo de mola. Uma vez ejetado do lançador, o projétil desliza por uma distância segura e, em seguida, o motor do foguete é acionado, impulsionando-o à sua velocidade máxima, após a qual desliza até o impacto. O atirador carrega pelo menos dois projéteis, enquanto o granadeiro assistente carrega outros três.
O projeto ergonômico dos controles, como alças, lançador, formato do cano e mira óptica, é um padrão predefinido. Todos os controles são fáceis de manusear em todas as posições de tiro (deitado, ajoelhado ou em pé). Após o disparo da arma, o mecanismo de disparo com a mira óptica acoplada é removido e o cano descartado, o mecanismo de disparo é reutilizável. O alcance de combate efetivo do Panzerfaust 3 é de 15 a 300 m contra alvos móveis e até 600 m contra alvos estáticos. Uma mira óptica com padrão de linhas fixada ao mecanismo de disparo reutilizável permite o combate a alvos móveis ou estáticos. Para garantir a capacidade de combate noturno, um dispositivo de visão noturna ou amplificador de luz residual pode ser instalado na frente da mira óptica.
Como medida de segurança, a espoleta embutida na ogiva é liberada por um mecanismo de segurança. Isso arma a ogiva após um voo de aproximadamente 5 m. Uma vez armada, a ogiva detona no impacto ou quando o propelente se esgota, protegendo assim contra futuros riscos de munições não detonadas.

## Variantes
Dados
- Panzerfaust 3 (Pzf 3):
  - Sistema original com granada HEAT de 110 mm (sonda de nariz para penetração de 700 mm).
  - A mira óptica diurna limita o alcance de 300 m contra alvos em movimento e 400 m parados.
- Panzerfaust 3-T:
  - Atualização com granada HEAT tandem 3-T e mira diurna original.
  - É eficaz contra alvos em movimento a até 300 m e parados a até 400 m.
  - A mira noturna é opcional.
- Panzerfaust 3-T600:
  - A atualização adiciona a mira laser diurna computadorizada IS2000 com alcance de até 600 m para alvos em movimento.
  - Montagem avançada de tripé com um pacote de sensor SIRA que usa detecção acústica e disparo de sensor infravermelho.
  - Ele usa a mira noturna Simrad KN250 série II.
  - O tempo de aquisição para disparo é de 3 a 4 segundos
- Panzerfaust 3-IT600:
  - A atualização de habilidade adiciona a granada 3-IT mais recente, que penetra 900 mm de blindagem[7] (equivalente a 750 mm contra blindagem atrás da ERA).
  - Versão Pzf-3-LR/RS, PzF-N disponível.
  - O Pzf-3-LR usa um sistema de orientação a laser semi-ativo (SAL-H) e requer uma unidade de orientação a laser de CO2 e uma granada SAL-H.
    - Alcance: 800 m; penetração de blindagem: 700 mm.

  - Pzf-N projetado para competir com o NLAW britânico.
- Panzerfaust 3LTW:
  - Lançador leve com peso inferior a 10 kg

## Especificações

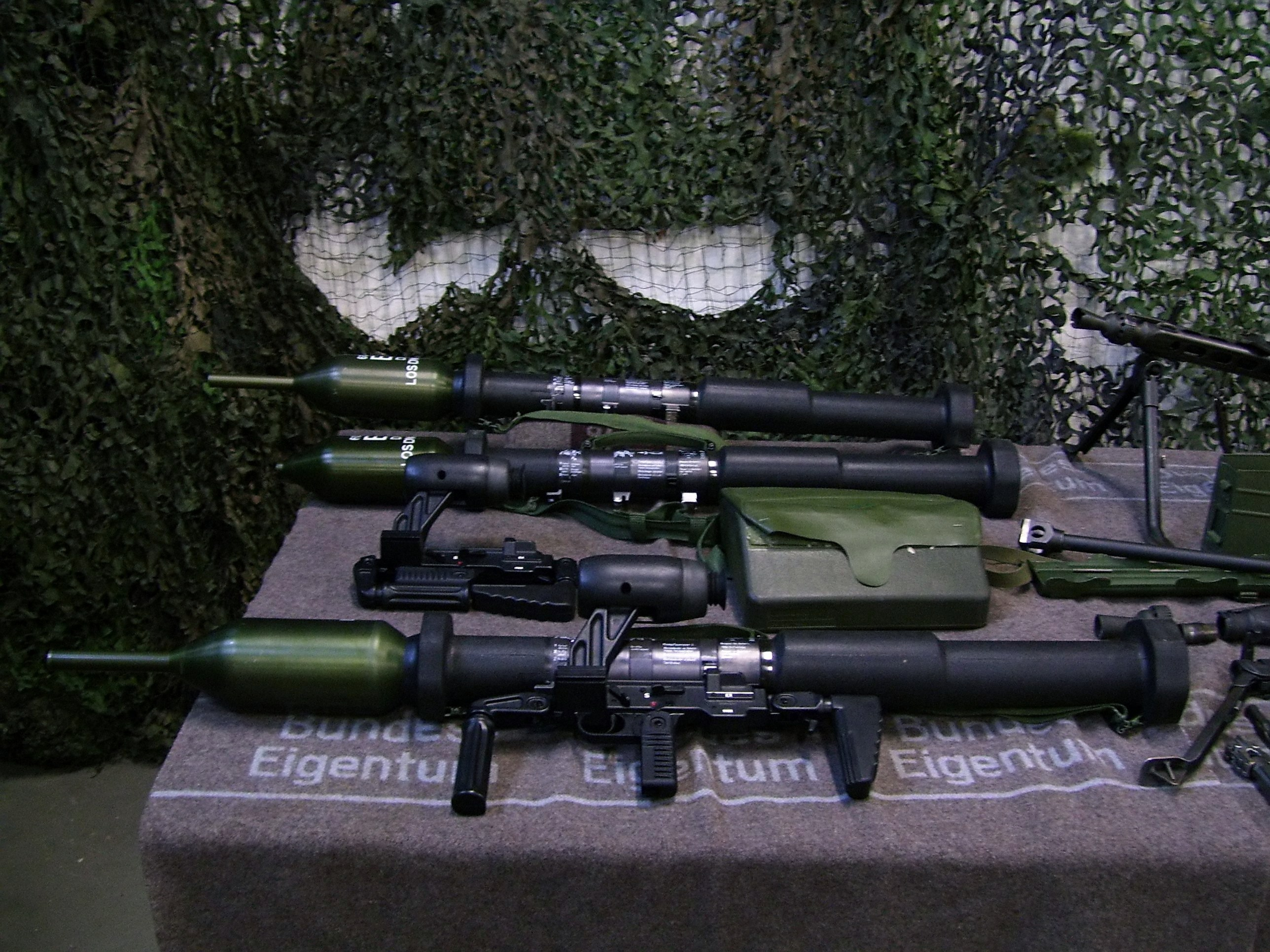
Diferentes modelos de PzF3 em serviço na Feldjäger alemã (polícia militar)

### PzF 3
Versão antitanque padrão com ogiva de carga moldada.
- Calibre:
  - lançador: 60 mm
  - ogiva: 110 mm
- Peso:
  - arma pronta para fogo: 15,2 kg
  - ogiva: 3,9 kg
  - cartuchos sobressalentes: 12,9 kg
- Comprimento: 1.200 mm
- Velocidade de saída: 160,0 m/s
- Maior velocidade possível: 243,0 m/s
- Miras: miras telescópicas (podem ser reutilizadas)
- Alcance efetivo máximo:
  - Alvos estacionários: 400,0 m
  - Alvos móveis: 300,0 m
- Alcance efetivo mínimo: 20,0 m
- Capacidade de penetração:
  - Blindagem homogênea laminada (RHA): 700 mm
  - Concreto: 1.600 mm

### PzF 3-IT
Versão antitanque aprimorada com ogiva de carga moldada tandem (projetada para penetrar na blindagem reativa)
- Calibre:
  - lançador: 60 mm
  - ogiva: 110 mm
- Peso:
  - arma pronta para fogo: 15,6 kg
  - ogiva: 3,9 kg
  - cartuchos sobressalentes: 13,3 kg
- Comprimento: 1.200 mm
- Velocidade de saída: 152,0 m/s
- Maior velocidade possível: 220,0 m/s
- Miras: miras telescópicas (podem ser reutilizadas)
- Alcance efetivo máximo:
  - Alvos estacionários: 400,0 m
  - Alvos móveis: 300,0 m (600,0 m com mira DYNARANGE)
- Alcance efetivo mínimo: 20,0 m
- Capacidade de penetração:
  - RHA: 900 m

### PzF 3 Bunkerfaust
Projetado para uso contra bunkers reforçados, veículos com blindagem leve e alvos fáceis
- Calibre:
  - lançador: 60 mm
  - ogiva: 110 mm
- Peso:
  - arma pronta para fogo: 15,6 kg
  - ogiva: 3,9 kg
  - cartuchos sobressalentes: 13,3 kg
- Comprimento: 1.200 mm
- Velocidade de saída: 149,0 m/s
- Maior velocidade possível: 212,0 m/s
- Miras: miras telescópicas (podem ser reutilizadas)
- Alcance efetivo máximo: 300,0 m
- Alcance efetivo mínimo: 20,0 m
- Fabricante: Dynamit-Nobel, Alemanha
- Capacidade de penetração:
  - RHA: 110 mm
  - Concreto: 360 mm
  - Sacos de areia: 1.300 mm

### Munição
- PzF 3:
  - HEAT-125, HEAT-90, HESH, MZ-110 (Fragmentação Multipropósito), Iluminação, Fumaça Infravermelha, Fumaça. Alcance de vôo: 600 m; Penetração: +800 mm
  - 3LW-HESH, 3LWD Multipropósito PZF-3 (munição original HEAT 110mm), BASTEG anti-bunker. Alcance de vôo: 300-400 m; Penetração: +700 mm
- PzF 3-IT:
  - Pzf-N (HEAT tandem). Alcance de vôo: 600 m; Penetration: +900 mm
  - Pzf-3-LR (SAL-H tandem). Alcance de vôo: 800 m; Penetration: +700 mm
  - Outras munições conforme mencionado acima.

## Operadores
- Bélgica[8]
- Alemanha Ocidental /  Alemanha[9]
- Iraque

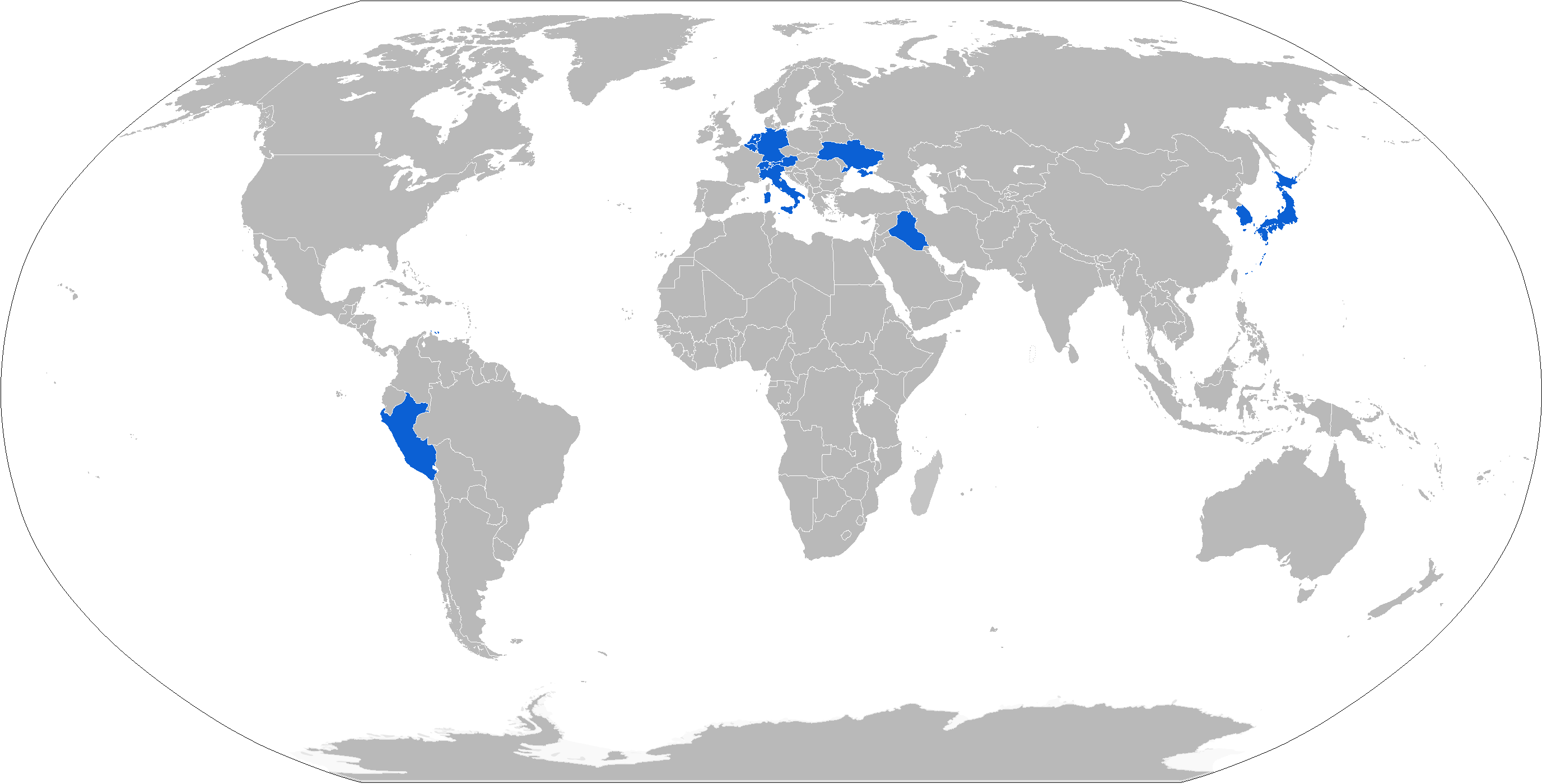
Um mapa com operadores do Panzerfaust 3 em azul

  -  Curdistão – 400 lançadores e 5.000 foguetes da Peshmerga[10] [11]
- Itália: 2.000 lançadores com 17.000 foguetes entregues desde meados dos anos 90; 7.100 Panzerfaust 3-T (PZF3-T) entregues em 2007[12]
- Japão[13]
- Países Baixos[14]
- Peru: 1.700 foguetes e 181 lançadores Panzerfaust 3.[15]
- Coreia do Sul[16]
- Suíça[17]
- Ucrânia: Fornecido pela Alemanha e pela Holanda durante a Invasão da Ucrânia pela Rússia em 2022.[18][19]